# Icash Pay
icash Pay是由愛金卡股份有限公司所提供的電子支付服務，於2019年11月上線。截至2025年3月止，用戶數159.6萬，在電子支付業者中位居台灣第六。
|              | 實質交易額 | 轉帳交易額 | 收受儲值額 | 儲值餘額 |
| ------------ | ---------- | ---------- | ---------- | -------- |
| 金額(萬元)   | 19,945     | 492        | 9,976      | 5,286    |
| 每戶平均(元) | 328.63     | 8.10       | 164.38     | 87.10    |

## 簡史
- 2004年12月，統一超商首次發行插卡式icash。
- 2013年11月，愛金卡公司成立。
- 2014年10月，愛金卡公司發行二代產品icash 2.0。
- 2019年11月，推出icash Pay電子支付服務，第一銀行和中國信託率先上線。
- 2020年12月，開放綁定台新銀行信用卡交易。
- 2021年1月，推出乘車碼服務。
- 2021年2月，開放繳納台北市路邊停車費，僅限電支帳戶及合作帳戶扣款，不支援信用卡繳費。
- 2021年3月，開放全銀行信用卡綁定[4]，惟統一超商僅限中國信託及台新銀行卡支付。
- 2021年3月，開放icash2.0一般卡連結icash Pay自動加值。
- 2021年7月，開放繳納台北市自來水事業處以及台灣自來水公司水費。
- 2021年8月，新增保險功能(統超保險經紀人)以及富邦產險繳費服務。
- 2021年9月，icash APP自應用程式商店下架，其功能併入icash Pay。[5]
- 2021年9月，高雄市轄公車可使用icash Pay乘車碼[6]
- 2021年10月13日，電子支付跨機構轉帳平台上線[7]，icash Pay使用者可與其他電子支付使用者及銀行用戶間互相轉帳。
- 2021年11月，線上繳費功能可使用台新銀行信用卡
- 2022年1月，美廉社支付服務上線，同時開放綁定美廉社會員[8]
- 2022年3月，推出娛樂票券以及愛心捐款服務。
- 2022年7月，獨家開放綁定連線銀行簽帳金融卡。

## 儲值、提領與消費

### 綁定銀行帳戶
透過以下合作銀行綁定銀行帳戶，就可以直接在APP中操作儲值、提領以及消費交易。
- 臺灣銀行
- 臺灣中小企業銀行
- 土地銀行
- 第一銀行
- 華南銀行
- 彰化銀行
- 台北富邦銀行
- 國泰世華銀行
- 新光銀行
- 中華郵政
- 元大銀行
- 台新銀行
- 中國信託
- 永豐銀行

### 其他儲值方式
- 現金儲值[9]：持現金至全台統一超商門市儲值
- 中獎發票儲值[10]：持中獎發票至全台統一超商將發票獎金存入icash Pay電子支付帳戶中，不受僅能在9:00-22:00兌換現金之限制。
- 虛擬帳號儲值：由第一銀行提供服務

### 提領方式
- 提領至綁定帳戶：免手續費
- 提領至其他金融機構帳戶：需負擔15元手續費

### 綁定信用卡
- 國內發行之大多數信用卡[11]：僅可消費，不可儲值、轉帳。
- 7-11實體門市支援台新銀行、中國信託銀行、台北富邦銀行、第一銀行、華南銀行、國泰世華銀行、兆豐銀行、元大銀行、永豐銀行、玉山銀行、遠東銀行、上海銀行、滙豐銀行、陽信銀行、台中銀行

### 綁定簽帳金融卡
- 適用 LINE Bank (連線銀行)、將來銀行、王道銀行 。

## 合作商家

### 實體商店
- 統一超商(可支付特定代收[12])
- 酷聖石/COLD STONE
- 21世紀風味館/21PLUS
- 星巴克/STARBUCKS
- 統一時代百貨台北店
- 夢時代購物中心
- 統一時代百貨高雄店
- 速邁樂加油站
- 康是美
- 聖德科斯
- BEING fit、BEING sport、BEING spa(統一佳佳)
- 統一多拿滋/Mister Donut
- 聖娜多堡
- UNIKCY(7-11藥妝店中店)
- 美廉社
- 心樸市集
- 美廉城超（已合併至美廉社）
- 屋馬燒肉
- 溫野菜
- 牛角燒肉
- 無所不包-巨城店
- ZOCHA租機車
- 九乘九文具廣場
- 生活工場
- Q Burger
- 美麗華百樂園
- 小林眼鏡
- 全國電子
- STUDIO A
- 台安藥局
- 宜兒樂婦嬰用品店
- 愛兒麗婦幼用品百貨
- 詩肯柚木
- 喜樂時代影城
- 萬波島嶼紅茶
- 台北君悅酒店(全餐飲通路使用)
- 雲品溫泉酒店

※實際可用據點以現場公告為主

### 市場及夜市
- 台北士東市場
- 台北寧夏夜市
- 台北南機場夜市
- 宜蘭東門夜市
- 花蓮東大門夜市

### 金融及郵政
- 元大投信
- 富邦產險
- 中華郵政i郵箱

### 運動
- 統一獅-UNILIONS
- 統一獅-LIONCREW

### 遊樂園
- 海景世界-屏東海生館

### 線上通路
- 博客來
- 7-11線上購物中心
- 康是美網購
- UNIKCY線上購物
- OPENPOINT APP(行動隨時取)
- 肯德基(僅限線上訂餐)
- 必勝客(僅限線上訂餐)
- BAIT
- 1shop一頁購物
- 福容飯店享福購
- MyCard
- BGYM比勁
- 東森購物網
- 陪心寵糧
- 3TET電票通

### 支付服務
- PayNow
- SHOPSTORE
- AFTEE

### 繳費稅
- 綜合所得稅
- 台北市路邊停車費
- 台北自來水事業處水費
- 台灣自來水公司
- 富邦產險保費

### 交通
- 詮營停車場
- 城市車旅停車場
- 嘟嘟房停車場
- 俥酷iParking
- 大都會車隊
- 台灣大車隊
- 台灣鐵路

### 乘車碼
乘車碼為配合交通部公路總局推出，目前僅支援下列路線。僅能使用電支帳戶扣款，不支援連結帳戶以及信用卡扣款。若未依照指示刷讀條碼可能會在公車結班後收到罰款。
- 高雄市公車
- 高雄市輪船股份有限公司
- 基隆客運
- 嘉義縣公共汽車管理處
- 台北捷運(尚未啟用)
  - 適用路線
    - 「856 台灣好行黃金福隆線」
註：需視車輛刷卡機而定
- 國光客運
  - 適用路線
    - 「1800 中崙-基隆」
    - 「9189 台灣好行墾丁快線」
    - 「綠18 台灣好行壯圍沙丘線」
    - 「綠19 台灣好行宜蘭東北角海岸線」
    - 「台灣好行光臨我嘉線」
- 大都會客運
  - 適用路線
    - 「2088 基隆女中-捷運市政府站」
- 中壢客運
  - 適用路線
    - 「501 台灣好行大溪快線」
註：其餘路線視車輛刷卡機而定
- 金牌客運
  - 適用路線
    - 「5700 台灣好行獅山線」
    - 「觀光8號 台灣好行觀霧線」
- 苗栗客運
  - 適用路線
    - 「5805A 台灣好行南庄線」
- 豐原客運
  - 適用路線
    - 「11 台灣好行臺中時尚城中城線」
    - 「865 豐原-梨山」
    - 「866 天池達觀亭-武陵農場」
    - 「900 光明國中-豐原」
    - 「900繞 臺中刑務所演武場-豐原」
    - 「900跳蛙公車 光明國中-豐原高中」
註：900、900繞、900跳蛙公車及非上列路線，需視車輛刷卡機而定
- 中台灣客運
  - 適用路線
    - 「151 臺中市議會-朝陽科技大學」
    - 「151A 朝陽科技大學-臺中市議會」
    - 「151區 高鐵臺中站-朝陽科技大學/亞洲大學」
    - 「651 大甲區公所-外埔-臺中女中」
    - 「700 翁子國小-新建國市場」
    - 「888 豐原轉運中心-泰安車站」
註：151、151A、151區、700及非上列路線，需視車輛刷卡機而定
- 台中客運
  - 適用路線
    - 「11 台灣好行臺中時尚城中城線」
    - 「300 靜宜大學-臺中車站」
    - 「309 高美濕地-臺中車站-高美濕地」
    - 「309區 靜宜大學-臺中車站-高美濕地」
    - 「310 臺中港旅客服務中心-臺中車站」
    - 「310區1 靜宜大學-臺中車站-臺中港旅客服務中心」
    - 「310區2 臺中港旅客服務中心-臺中車站-靜宜大學」
註：300、309、309區、310、310區1、310區2及非上列路線，需視車輛刷卡機而定
- 統聯客運
  - 適用路線
    - 「300 靜宜大學-臺中車站」
    - 「309 高美濕地-臺中車站-高美濕地」
    - 「309區 靜宜大學-臺中車站-高美濕地」
    - 「310 臺中港旅客服務中心-臺中車站」
    - 「310區1 靜宜大學-臺中車站-臺中港旅客服務中心」
    - 「310區2 臺中港旅客服務中心-臺中車站-靜宜大學」
註：300、309、309區、310、310區1、310區2路線需視車輛刷卡機而定
- 巨業交通
  - 適用路線
    - 「300 靜宜大學-臺中車站」
    - 「309 高美濕地-臺中車站-高美濕地」
註：300、309路線需視車輛刷卡機而定
- 全航客運
  - 適用路線
    - 「11 台灣好行臺中時尚城中城線」
- 彰化客運
  - 適用路線
    - 「6883 台灣好行溪頭線(台中出發)」
    - 「6936 台灣好行鹿港祈福線」
註：其餘路線視車輛刷卡機而定
- 員林客運
  - 適用路線
    - 「15路 台灣好行溪頭線(彰化出發)」
    - 「6883 台灣好行溪頭線(台中出發)」
註：其餘路線視車輛刷卡機而定
- 臺西客運
  - 適用路線
    - 「701 台灣好行雲林草嶺線」
    - 「Y02 台灣好行北港虎尾線」
- 嘉義客運
  - 適用路線
    - 「Y01 台灣好行斗六古坑線」
註：其餘路線視車輛刷卡機而定
- 新營客運
  - 適用路線
    - 「61 台灣好行西濱快線線」
- 府城客運
  - 適用路線
    - 「98 台灣好行府城台江線」
註：其餘路線視車輛刷卡機而定
- 高雄客運
  - 適用路線
    - 「9189 台灣好行墾丁快線」
- 屏東客運
  - 適用路線
    - 「9189 台灣好行墾丁快線」

## 會員、載具整合
- 統一超商關係企業可自動帶入OPEN POINT會員累點
- 統一超商、康是美、速邁樂加油站可一併帶入手機條碼或OPEN POINT會員載具
- 美廉社、心樸市集、美廉城超可自動累積OPEN POINT及帶入綁定之美廉社會員

## 其他服務
- 中獎發票自動匯款服務：可於icash Pay APP中綁定手機條碼，開獎後供財政部批次匯入獎金至icash Pay帳戶。須設定超額匯款帳戶，以避免超出電子支付帳戶餘額上限無法完成獎金入帳。
- 自動儲值、差額儲值：可於icash Pay帳戶餘額不足交易時，自動補足特定金額之倍數(或是不足之差額)至icash Pay帳戶以完成交易，省去手動儲值之困擾。
- icash2.0自動加值：icash2.0至統一超商消費且餘額不足時，可由icash Pay電子支付帳戶自動儲值500元之倍數至該icash2.0卡中完成交易。若icash Pay帳戶餘額不足將無法觸發銀行自動儲值，icash交易會直接失敗。每卡每筆/每日自動加值上限3000元。
- 信用貸款[14]：提供銀行刊登小額信貸資訊
- 保險專區：提供產險業者刊登保險資訊
- 電子發票：可綁定手機條碼查詢電子發票紀錄及於消費時出示索取雲端發票。
- 轉帳：供無實質交易之使用者間轉帳，需輸入icash Pay帳號及對方真實姓名或是以手機號碼搜尋對方帳號。第三類帳戶使用者不可轉帳。
- 享樂券: 由3TET提供娛樂票券購買服務。
- 愛心捐款: 可連結至OPEN POINT應用程式使用信用卡、OPEN錢包或icash Pay進行捐款。(限已簽約之社福機構)